# Kemal Malovčić

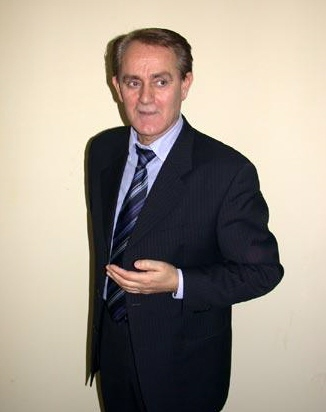

Kemal Malovčić (Sanski Most, Bosnia y Herzegovina, Yugoslavia) es un popular cantante folclórico de Bosnia y Herzegovina
Inició su carrera artística a los 19 años cuando hizo su primer sencillo 'Oko Sane' (Alrededor del Sana) haciendo referencia al Río Sana, cercano a su comunidad Sanski Most.
Fue parte de la banda Južni Vetar, la cual abandonó a los inicios de la Guerra de Bosnia. Al término de la misma, organizó conciertos para brindar ayuda humanitaria y abanderó la recuperación de Bosnia.
Actualmente vive en Viena, Austria. Está casado y tiene 3 hijos: Džanan, Kenan y Adin.
- Datos: Q1393032
- Multimedia: Kemal Malovčić / Q1393032